# خلاص ارجع (ألبوم)
خلاص ارجع هو الألبوم الخمسون للفنان عبادي الجوهر، تم طرحه في الأسواق في 24 يوليو 2017. 